# فال أندرسون
فال أندرسون هو سياسي كندي، ولد في 14 فبراير 1929 في ساسكاتون في كندا، وتوفي في 30 مارس 2006 في كولومبيا البريطانية في كندا بسبب سرطان القولون. حزبياً، نشط في BC United ‏.